# Obserwatorium imienia Ernsta Krenkela
Obserwatorium imienia Ernsta Krenkela (ros. Обсерватория имени Эрнста Кренкеля, również дружная - Drużnaja) – czynna rosyjska, a wcześniej radziecka, polarna stacja badań geofizycznych umiejscowiona na wyspie Hayesa, części archipelagu Ziemia Franciszka Józefa. Nosi imię badacza Arktyki Ernsta Krenkela.
Początkowo założona jako stanowisko startowe rakiet sondażowych. Wystrzelono z niej około 1950 rakiet w latach 1957-1990,  głównie rakiet MR-12. Niektóre z nich osiągnęły wysokość 200 kilometrów.

## Lokalizacja i pogoda
Stacja położona jest w północno-wschodniej części wyspy, 22 metry nad poziomem morza (niedaleko znajduje się wzgórze o wysokości 42 metrów), pomiędzy słodkowodnym jeziorem a przesmykiem Jermaka. Stacja stoi na podłożu bazaltowym.
Średnioroczna temperatura powietrza wynosi -12,7 °C, wilgotność względna ok. 88%. Suma rocznych opadów to 304 mm. Wiatr głównie północno-wschodni i południowo-wschodni, o prędkości 5-7 m/s.

## Historia
Pierwotnie założona na brzegu Wyspy Hoockera. W 1957 przemieszczona na Wyspę Hayesa, skąd już 22 października miał miejsce pierwszy start rakiety meteorologicznej. W grudniu 1957 uruchomiono pomiary wszystkich składowych ziemskiego pola elektromagnetycznego. Miesiąc później rozpoczęto pomiary aerologiczne i ozonu. W 1972 przemianowana z Drużnaja na Obserwatorium im. Ernsta Krenkela. 
Po pożarze z 26 września 2001, kiedy wybuchł pożar w budynku biurowo-mieszkalnym, stacja została tymczasowo opuszczona. W czerwcu 2004 wyznaczono przestrzeń na nowy budynek. Od 2007 roku działa tam automatyczny pomiar próbek powietrza, radar i nowa wyrzutnia rakiet sondażowych. 